# Yevgeny Yufit
Yevgeny Yufit (Leningrado, 17 de janeiro de 1961 - Petergof, 13 de dezembro de 2016) foi um diretor de cinema, fotógrafo e pintor russo.